# Moon Jae-in
Moon Jae-in (koreanska: 문재인), född 24 januari 1953 i Geoje i Södra Gyeongsang, är en sydkoreansk advokat och var mellan maj 2017 och maj 2022 Sydkoreas president.

## Biografi

### Uppväxt och utbildning
Moon Jae-in föddes 24 januari 1953 i Geoje i Södra Gyeongsang, hans föräldrar var flyktingar från Hungnam i nuvarande Nordkorea. Familjen flyttade till Busan där Moon växte upp och blev politiskt medveten, 1969 deltog han i protesterna mot president Park Chung-hee som försökte ändra grundlagen för att sitta kvar en tredje mandatperiod. Han inledde sina studier på Kyung Hee University i Seoul 1972 och engagerade sig i studentrörelsen mot den auktoritära regimen. Han arresterades 1975 och satt en kortare tid i Seodaemun-fängelset.

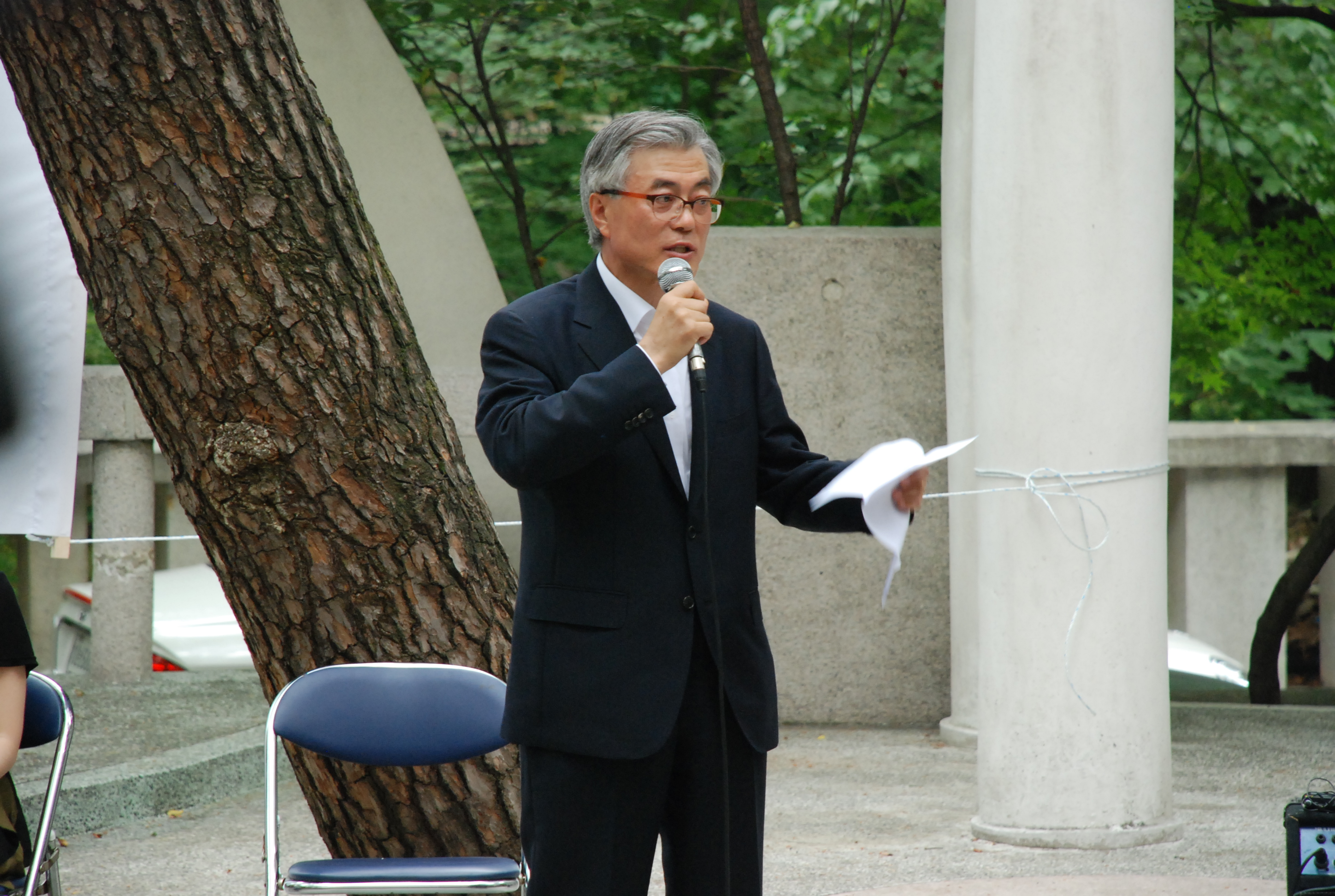
Moon Jae-in talar vid Kyung Hee University (2012).

Senare samma år inledde Moon sin värnplikt där han tjänstgjorde i ett specialförband och i augusti 1976 deltog han i Operation Paul Bunyan i samband med "yxmordsincidenten", där två amerikanska soldater dödats av nordkoreanska trupper. Efter att han slutfört sin militärtjänst 1978 återvände Moon till universitetet och han tog 1980 en juristexamen. Han avlade samma år sin advokatexamen och två år senare blev han klasstvåa vid institutet för juridisk träning och forskning, han kunde dock inte bli domare på grund av sitt straffregister.

### Juristkarriär
1982 grundade Moon Jae-in en advokatfirma tillsammans med sin vän Roh Moo-hyun, de specialiserade sig på mänskliga och medborgerliga rättigheter samt arbetsrätt. De försvarade fackligt aktiva och studentaktivister som förföljdes under president Chun Doo-hwan. I samband med återinförandet av demokrati gav sig Roh in i politiken medan Moon fortsatte sin juristkarriär.

### Roh Moo-hyuns administration
När Roh Moo-hyun blev president 2002 erbjöd han Moon en plats i sitt kabinett. Han blev Rohs ansvarige sekreterare för medborgerliga rättigheter och senare hans stabschef. Trots att han var en av Rohs närmaste medarbetare försökte han undvika den uppmärksamhet hans uppdrag inom administrationen förde med sig. När Roh i mars 2004 ställdes inför riksrätt av oppositionens lagstiftare ingick Moon i gruppen med jurister som försvarade Roh inför författningsdomstolen. Roh friades i maj 2004.
Senare under 2004 hjälpte han till att inviga Kaesong industriområde, strax norr om den demilitariserade zonen som ett led i Rohs strategi att fortsätta Solskenspolitiken. Som stabschef var han också delaktig i att organisera det historiska mötet med Kim Jong Il i oktober 2007 och de följande förhandlingarna. 2007 anklagades han för att ha rådfrågat Nordkorea innan han avstod FN-omröstning om en resolution gällande mänskliga rättigheter mot landet. När Roh förlorade valet 2008 återvände Moon till sin juristkarriär.
Roh Moo-hyun begick självmord i maj 2009 efter att ha anklagats för korruption. Moon arrangerade hans begravning och blev sedan ordförande för Roh Moo-hyun Foundation, en stiftelse tillägnad Rohs minne.

### Politisk karriär
Han gick 2011 med i oppositionspartiet Förenade demokratiska partiet. 2012 vann han en plats i Sydkoreas nationalförsamling för distriktet Sasang-gu i Busan. Moon Jae-in ställde upp i presidentvalet 2012 med vallöften om att slutföra Roh Moo-hyuns arbete med att bekämpa korruption, minska inflytandet hos familjeägda konglomerat och vad han kallade "politiskt motiverade åklagare", samt att arbeta för fred med Nordkorea. Han förlorade valet med 48 procent gentemot 51,6 procent för Park Geun-hye, dotter till diktatorn Park Chung-hee och representant för konservativa Saenuri-dang.
I februari 2015 valdes Moon till ledare för Demokratiska Partiet med 45,3 procent av rösterna. Efter att Park Geun-hye avsatts efter den politiska skandalen 2016 utlystes i mars 2017 extraval. Han kandiderade och utsågs snabbt till favorit då den före detta generalsekreteraren för FN Ban Ki-moon dragit tillbaka sin kandidatur. Den 3 april 2017 nominerades han formellt som Demokratiska partiets kandidat.
Moon Jae-ins vallöften inför valet 2017 handlade till stor del om att han skulle arbeta för att minska makten hos chaebol, för att klippa band mellan regering och näringsliv och för att anta en mer nyanserad Nordkorea-politik.
I presidentvalet 2017 fick Moon 41 procent av rösterna, följd av den konservative kandidaten Hong Joon-pyo med 24 procent och mittenkandidaten Ahn Cheol-soo med 21 procent. Han blev Sydkoreas första liberale president på nästan ett decennium.

## Presidentskap
Moon svors in till ämbetet omedelbart efter att officiella röster räknades 10 maj, Moon ersatte tillförordnad president och premiärminister Hwang Kyo-ahn. Det fanns ingen övergångsperiod mellan valet och invigningen, till skillnad från andra presidentval på grund av karaktären av ett val som följde ett presidentiell riksrättsåtal. Han tjänade ut den enkla femårsperioden som president, och hans period som president avslutades i samband med valet år 2022.

### Utrikespolitik

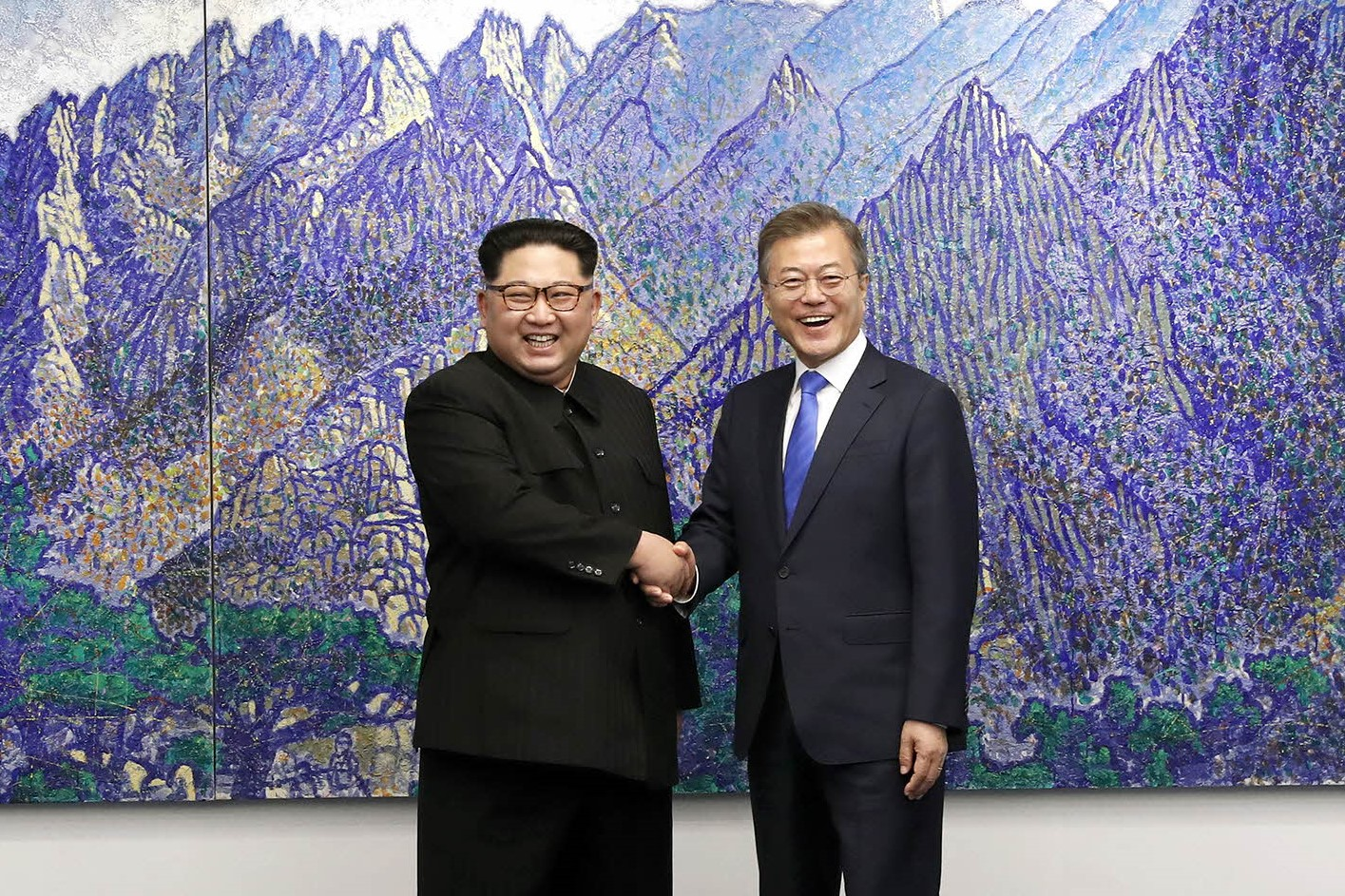
Kim Jong-un och Moon under interkoreanska toppmötet 2018.

Huvudartikel: Interkoreanska toppmötet 2018
Genom att redogöra för sin Nordkoreanska-strategi i ett tal i Berlin, Tyskland, den 6 juli 2017, Moon kännetecknade processen som ledande till sammanslutning som ett långsiktigt projekt, snarare än att lägga ut några detaljerade planer för ett enat Korea. Han betonade alliansen med USA och specificerade behovet av att försäkra avvecklingen av Nordkoreas kärnvapenprogram. Samtidigt presenterade han frågan om sammanslutning i ett regionalt sammanhang och signalerade hans förhoppningar om att arbeta i samarbete med det internationella samfundet. Han stödjer sanktioner mot Nordkorea, medan de lämnar möjligheten att upphäva och angav att det är avgörande att upprätta en fredsöverenskommelse med Nordkorea för att avsluta Koreakriget officiellt i utbyte mot nedrustning.
Moon träffades med Kim Jong-un den 27 april 2018.

## Privatliv
Moon Jae-in är gift och har två barn med Kim Jung-sook, de två möttes under studietiden på Kyung Hee-universitetet under 1970-talet och gifte sig 1981. Paret har tre husdjur, två hundar och en katt. Den före detta herrelösa katten Jjing-jing blev Koreas första "första katt", Maru är en Pungsan dog och Tori är en blandras som också är den första hunden i blå huset som adopterats från ett djurhem.

## Utmärkelser
- Riddare av Serafimerorden – 14 juni 2019. Mottog orden i samband med statsbesök i Sverige.